# Evolution Tour
Evolution Tour  fue la gira debut de conciertos de la cantante y actriz estadounidense Sabrina Carpenter. La gira dio inicio el 18 de octubre de 2016 en Nashville, Estados Unidos y terminó el 22 de mayo de 2017 en la ciudad italiana de Milán.

## Actos de apertura
Citizen Four es el primer acto de apertura de Evolution Tour y ha abierto cada espectáculo (a partir del 10 de noviembre de 2016).
Harletson es el acto de apertura para la segunda mitad de Evolution Tour.

## Lista de canciones
1. "Smoke and Fire"
2. "Feels Like Loneliness"
3. "No Words"
4. "Heathens" (cover Twenty One Pilots)
5. "Wildside"
6. "Can't Blame a Girl for Trying"
7. "Run and Hide"
8. "We'll Be the Stars" (con elementos de Beautiful de Christina Aguilera)
9. "Thumbs"
10. "Mirage"
11. "Don't Want It Back"
12. "Hotline Bling" (cover Drake)
13. "All We Have Is Love"
14. "Eyes Wide Open"
15. "Space"
16. "On Purpose"

Acto final:
1. "Shadows"

## Fechas
| Fecha                   | Ciudad            | País           | Lugar                              |
| Norteamérica            | Norteamérica      | Norteamérica   | Norteamérica                       |
| ----------------------- | ----------------- | -------------- | ---------------------------------- |
| 18 de octubre de 2016   | Nashville         | Estados Unidos | Rocketown                          |
| 20 de octubre de 2016   | Atlanta           | Estados Unidos | The Loft                           |
| 22 de octubre de 2016   | San Antonio       | Estados Unidos | Studio Theater at The Tobin Center |
| 23 de octubre de 2016   | Austin            | Estados Unidos | 3Ten                               |
| 24 de octubre de 2016   | Dallas            | Estados Unidos | Trees Dallas                       |
| 27 de octubre de 2016   | West Hollywood    | Estados Unidos | Roxy Theatre                       |
| 29 de octubre de 2016   | Santa Bárbara     | Estados Unidos | Lobero Theatre                     |
| 30 de octubre de 2016   | San Francisco     | Estados Unidos | Slim's                             |
| 1 de noviembre de 2016  | Santa Ana         | Estados Unidos | Constellation Room                 |
| 3 de noviembre de 2016  | Seattle           | Estados Unidos | Neumo's                            |
| 5 de noviembre de 2016  | Portland          | Estados Unidos | Hawthorne Theatre                  |
| 7 de noviembre de 2016  | Denver            | Estados Unidos | Bluebird Theater                   |
| 8 de noviembre de 2016  | Omaha             | Estados Unidos | Slowdown                           |
| 10 de noviembre de 2016 | Kansas City       | Estados Unidos | Record Bar                         |
| 11 de noviembre de 2016 | Burnsville        | Estados Unidos | The Garage                         |
| 13 de noviembre de 2016 | Indianapolis      | Estados Unidos | Deluxe at Old National Centre      |
| 14 de noviembre de 2016 | Pontiac           | Estados Unidos | Pike Room                          |
| 16 de noviembre de 2016 | Toronto           | Canadá         | Mod Club Theatre                   |
| 17 de noviembre de 2016 | Buffalo           | Estados Unidos | Buffalo Iron Works                 |
| 18 de noviembre de 2016 | Albany            | Estados Unidos | The Holoow                         |
| 19 de noviembre de 2016 | Deer Park         | Estados Unidos | Tanger Outlets                     |
| 21 de noviembre de 2016 | New York City     | Estados Unidos | Highline Ballroom                  |
| 23 de noviembre de 2016 | Cambridge         | Estados Unidos | The Sinclair                       |
| 25 de noviembre de 2016 | Freehold          | Estados Unidos | iPlay America                      |
| 26 de noviembre de 2016 | Baltimore         | Estados Unidos | Sound Stage Baltimore              |
| 27 de noviembre de 2016 | Philadelphia      | Estados Unidos | The Fillmore Philadelphia          |
| 29 de noviembre de 2016 | Vienna            | Estados Unidos | Jammin' Java                       |
| 30 de noviembre de 2016 | Pittsburgh        | Estados Unidos | Stage AE                           |
| 2 de diciembre de 2016  | Cincinnati        | Estados Unidos | 20th Century Theatre               |
| 3 de diciembre de 2016  | Cleveland Heights | Estados Unidos | Grog Shop                          |
| 4 de diciembre de 2016  | Columbus          | Estados Unidos | A and R Music Bar                  |
| 5 de diciembre de 2016  | Milwaukee         | Estados Unidos | Turner Hall Ballroom               |
| 6 de diciembre de 2016  | Chicago           | Estados Unidos | Schubas Tavern                     |
| 9 de diciembre de 2016  | Fort Lauderdale   | Estados Unidos | Parker Playhouse                   |
| 10 de diciembre de 2016 | St. Petersburg    | Estados Unidos | State Theatre                      |
| 11 de diciembre de 2016 | Jacksonville      | Estados Unidos | Jack Rabbits                       |
| 13 de diciembre de 2016 | Charlotte         | Estados Unidos | McGlohan Theatre at Spirit Square  |
| Europa                  |                   |                |                                    |
| 3 de mayo de 2017       | Glasgow           | Escocia        | O2 ABC Glasgow                     |
| 12 de mayo de 2017      | París             | Francia        | Les Etoiles                        |
| 20 de mayo de 2017      | Amberes           | Bélgica        | TRIX Music Center                  |
| 21 de mayo de 2017      | Colonia           | Alemania       | LUXOR                              |
| 22 de mayo de 2017      | Milán             | Italia         | Magazzini Generali                 |

- Datos: Q106654610